# Trachycystis
Trachycystis é um género de gastrópode  da família Charopidae.
Este género contém as seguintes espécies:
- Trachycystis clifdeni
- Trachycystis haygarthi
- Trachycystis placenta